# Espai paracompacte
En matemàtiques, i més específicament en el camp de la topologia, la paracompacitat és una propietat que pot posseir un espai topològic. Aquesta propietat és una generalització de la compacitat, ja que està definida per la possibilitat de "refinar" qualsevol recobriment obert.
Molts espais d'ús habitual en matemàtiques són paracompactes, per exemple els espais mètrics. La importància de la paracompacitat rau en el fet que permet construir un nombre suficient de particions de la unitat, de manera que permet enganxar objectes locals per a obtenir-ne un de global.
La paracompacitat fou introduïda per Jean Dieudonné l'any 1944 en un article on, entre altres coses, provà que tot espai paracompacte és normal. Poc després, l'any 1948, Arthur Harold Stone provà que tot espai metritzable és paracompacte.

## Definició
Un espai topològic X és paracompacte si és separat i satisfà la propietat següent:
tot recobriment obert de X té un refinament obert localment finit.
Expressat amb més detalls, sigui {\displaystyle (U_{i})_{i\in I}} un recobriment obert de X. Això significa que els conjunts Ui de la família són oberts, i que recobreixen X: {\displaystyle \cup _{i\in I}U_{i}=X}. Un altre recobriment {\displaystyle (V_{j})_{j\in J}} es diu refinament de {\displaystyle (U_{i})_{i\in I}} quan per a cada {\displaystyle V_{j}} existeix un índex i tal que {\displaystyle V_{j}\subset U_{i}}. Finalment, una família {\displaystyle (V_{j})_{j\in J}} de parts de X es diu localment finita quan tot punt de X té un veïnat que talla només un nombre finit dels {\displaystyle V_{j}}.
Com a conseqüència immediata de la definició, tot espai compacte és paracompacte. També ho és tot espai discret.
Alguns autors, especialment en l'àmbit de la topologia general, no imposen la condició de separació de Hausdorff en la definició d'espai paracompacte (de la mateixa manera que no la imposen en la definició d'espai compacte). En tal cas, per a la demostració d'alguns resultats importants, cal afegir explícitament la hipòtesi de separació.

## Propietats
Algunes operacions topològiques amb espais paracompactes donen espais paracompacte, mentre que d'altres no. Per exemple:
- Tot subespai tancat d'un espai paracompacte és paracompacte.[3]

En canvi, un subespai qualsevol d'un espai paracompacte no té per què ser paracompacte; per exemple, un subconjunt obert d'un espai compacte pot no ser paracompacte.
- El producte d'un espai paracompacte i un espai compacte és paracompacte.[4]

En canvi, el producte de dos espais paracompactes pot no ser paracompacte.
- La suma (unió disjunta) d'una família arbitrària d'espais paracompactes és paracompacte.[4]

Les relacions més importants entre els espais paracompactes i altres espais topològics són:
- Tot espai paracompacte és normal.[5]
- Tot espai metritzable és paracompacte.[6]
- Sigui X un espai localment compacte. Perquè sigui paracompacte és necessari i suficient que sigui la suma d'una família d'espais σ-compactes.

## Exemples
Els teoremes citats en l'apartat anterior forneixen una gran quantitat d'exemples d'espais paracompactes, ja que per exemple qualsevol subespai d'un espai euclidià és òbviament un espai mètric i, per tant, paracompacte.
En topologia algebraica i topologia diferencial interessa treballar amb varietats topològiques. Una varietat topològica és un espai localment compacte, i un espai localment compacte amb base numerable d'oberts és σ-compacte. Per aquest motiu una varietat topològica és paracompacta sii cada component connex té base numerable d'oberts.
Les varietats topològiques no paracompactes són d'interès limitat, i força complicades per a construir. Els exemples més importants són la recta llarga i la superfície de Prüfer. També hi ha exemples de varietats separables no paracompactes, com ara la superfície de Calabi–Rosenlicht.

## Aplicacions
La importància dels espais paracompactes és deguda al teorema d'existència de particions de la unitat; aquestes permeten enganxar objectes locals per a obtenir-ne un de global.
Teorema Sigui X un espai paracompacte. Per a tot recobriment obert {\displaystyle (U_{i})_{i\in I}} de X existeix una partició de la unitat {\displaystyle (h_{i})_{i\in I}} subordinada al recobriment.
Recordem que una partició de la unitat és una família {\displaystyle (h_{i})_{i\in I}} de funcions contínues, tals que els seus suports formen un conjunt localment finit, i que {\displaystyle \sum _{i\in I}h_{i}=1}. La partició es diu subordinada al recobriment quan el suport de cada {\displaystyle h_{i}} és contingut dins {\displaystyle U_{i}}.
Recíprocament, si un espai separat admet particions de la unitat subordinades a qualsevol recobriment obert llavors és paracompacte.
En el cas de varietats diferenciables, el mateix procediment permet construir particions diferenciables de la unitat. Una de les aplicacions més importants de l'existència d'aquestes és la següent:
Teorema Una varietat diferenciable (real, de dimensió finita) és paracompacta sii admet una mètrica riemanniana.
De manera semblant, mitjançant l'ús de particions de la unitat en una varietat paracompacta orientable es pot definir la integral d'una forma diferencial de grau màxim.